# Mary Stuart Masterson
Mary Stuart Masterson (ur. 28 czerwca 1966 w Nowym Jorku) – amerykańska aktorka i reżyserka.

## Życiorys
Urodziła się w Nowym Jorku jako córka Carlin Elizabeth Glynn, piosenkarki i aktorki teatralnej, i Petera Mastersona (właśc. Carlos Bee Masterson Jr.), filmowca. Wychowywała się ze starszą siostrą Carlin Alexandra (ur. 21 czerwca 1963) i bratem Peterem Carlosem. Jako nastolatka uczęszczała do Stagedoor Manor Performing Arts Training Center w północnej części stanu Nowy Jork, gdzie uczyła się z aktorami Robertem Downeyem Jr. i Jonem Cryerem. Później uczęszczała do szkół w Nowym Jorku, w tym przez osiem miesięcy studiowała antropologię na New York University.
Zadebiutowała na ekranie w wieku ośmiu lat w roli córki swojego ojca w horrorze Bryana Forbesa Żony ze Stepford (1975). Zamiast kontynuować karierę aktorki dziecięcej, postanowiła kontynuować naukę, choć wystąpiła w kilku produkcjach Dalton School. Wystąpiła jako Abby Crawford w dreszczowcu telewizyjnym ABC Miasto w strachu (City in Fear, 1980) z Davidem Janssenem. W 1982 trafiła na Broadway jako mały biały królik i czwórka kier w przedstawieniu Alicja w Krainie Czarów Charlesa Lutwidge’a Dodgsona. W 1987 zagrała rolę Cassidy Smith w Beth Henley The Lucky Spot.
Za rolę 17–letniej Lucy Moore, oddającej swoje pierwsze dziecko bogatej parze w dramacie Jonathana Kaplana Rodzina zastępcza (Immediate Family, 1989) z Glenn Close i Jamesem Woodsem otrzymała nagrodę National Board of Review dla najlepszej aktorki drugoplanowej. 

## Filmografia
- Żony ze Stepford (The Stepford Wives, 1975) jako Kim Eberhart
- Grzeszni chłopcy (Heaven Help Us, 1985) jako Danni
- Miłość żyje nadal (Love Lives On, 1985) jako Susan Wallace
- W swoim kręgu (At Close Range, 1986) jako Terry
- Some Kind of Wonderful (1987) jako Watts
- My Little Girl (1987) jako Franny Bettinger
- Kamienne ogrody (Gardens of Stone, 1987) jako Rachel Feld
- Pan North (Mr. North, 1988) jako Elspeth Skeel
- Rodzina zastępcza (Immediate Family, 1989) jako Lucy Moore
- Wszystko jest możliwe (Chances Are, 1989) jako Miranda Jeffries
- Miłość to nie żart (Funny About Love, 1990) jako Daphne (Delillo)
- Poślubieni (Married to It, 1991) jako Nina Bishop
- Smażone zielone pomidory (Fried Green Tomatoes, 1991) jako Idgie Threadgoode
- Benny i Joon (Benny & Joon, 1993) jako Juniper „Joon” Pearl
- Zabójcze radio (Radioland Murders, 1994) jako Penny Henderson
- Wystrzałowe dziewczyny (Bad Girls, 1994) jako Anita Crown
- Usłane różami (Bed of Roses, 1996) jako Lisa Walker
- Lily Dale (1996) jako Lily Dale
- Więźniowie nieba (Heaven's Prisoners, 1996) jako Robin Gaddis
- Drugi dzień świąt (On the 2nd Day of Christmas, 1997) jako Trish
- Dogtown (1997) jako Dorothy Sternen
- Na przekór całemu światu (Digging To China, 1998) jako Gwen Frankovitz
- Księga gwiazd (The Book of stars, 1999) jako Penny McGuire
- The Florentine (1999) jako Vikki
- Prawo i bezprawie (Law & Order: Special Victims Unit, 1999) jako dr Rebecca Hendrix (gościnnie)
- Kolory przemocy (Black and Blue, 1999) jako Fran Benedetto
- Karty śmierci (Three Blind Mice, 2001) jako Patricia Demming
- Kate Brasher (2001) jako Kate Brasher
- Na zachód stąd (West of Here, 2002) jako Genevieve
- Leo (2002) jako Brynne
- R.U.S.H. (2002) jako Elaine Burba
- W rękach Boga (Something the Lord Made, 2004) jako dr Helen Taussig
- Whiskey School (2005) jako G.G.
- Trzy siostry (The Sisters, 2005) jako Olga
- The Insurgents (2006) jako Kierownik
- Waterfront (2006) jako Heather Centrella